# Jean-Marie Cazauran
Jean-Marie Cazauran, né en mai 1845 à Monguilhem et mort le 10 octobre 1910 à Mirande, est un écrivain, professeur, religieux, historien et archiviste français.

## Biographie
D’après son acte de décès, il est né le 1er mai 1845 à Monguilhem. Il est le fils de Jean-Pierre Cazauran et de Jeanne Marie Ané. Il est archiprêtre de Mirande, et il y meurt le 10 octobre 1910.
D’après la bibliothèque nationale de France, il est né le 2 mai 1845 à Monguilhem, il est ordonné prêtre en 1869, devient professeur au grand séminaire d’Auch puis archiviste diocésain. Il est curé à Mirande à partir de 1898, et meurt le 10 octobre 1910 à Mirande.

## Publications
- Notice historique sur Monguilhem, et, à ce sujet, petite excursion dans le domaine de l'histoire d'Armagnac, de Béarn et de France, Telmon, 1874, 138 p. (présentation en ligne) ;
- Monsieur le comte de Mun, son origine, antiquité de sa famille, Palmé, 1876, 92 p. (présentation en ligne, lire en ligne) ;
- Monographie de l'église St-Pierre de Condom, autrefois cathédrale du cloître canonial de la chapelle des évêques, Lacour-Olié, 1879, 56 p. (ISBN 9782750429935 et 2750429935)
- Champ de bataille chrétien du Couloumé, Montégut-Auch, Palmé, 1883, 15 p. (présentation en ligne) ;
- Pouillé du diocèse d'Aire, Paris, Maisonneuve, 1886, 164 p. (présentation en ligne, lire en ligne)
- Monseigneur de Langalerie, archevêque d'Auch, ancien évêque de Belley, sa vie, ses œuvres, Auch, Moulès, 1886, 63 p. (présentation en ligne) ;
- Mariage morganatique du duc de Lavalette, Maisonneuve et Leclerc, 1886, 9 p. (présentation en ligne) ;
- Barronie de Bourrouillan, histoire seigneuriale et paroissiale, Paris, Maisonneuve et Leclerc, 1887, 603 p. (présentation en ligne) ;
- Monuments païens de Belloc-Saint-Clamens, Paris, Hachette, 1887, 20 p. (ISBN 9782019528461 et 2019528460, présentation en ligne, lire en ligne) ;
- Mariage morganatique du duc d'Épernon, Paris, Maisonneuve et Leclerc, 1888, 12 p. (présentation en ligne, lire en ligne) ;
- Montaigut, Dax, Labèque, 1888, 48 p. (ISBN 9782011861603 et 2011861608, présentation en ligne, lire en ligne) ;
- Séminaires de la province d'Auch, Auch, Moulès, 1892, 117 p. (présentation en ligne, lire en ligne) ;
- Castelnau-d'Auzan et N.-D. de Pibèque, Soulé, 1893, 81 p. (présentation en ligne) ;
- Saint-Arailles et N.-D. de Brétous, Soulé, 1894, 55 p. (présentation en ligne) ;
- Séminaires du diocèse de Tarbes, Auch, 1895, 96 p. (ISBN 9782012851917 et 2012851916, présentation en ligne, lire en ligne) ;
- Monsieur l'abbé Desbons, vicaire général d'Auch, Cocharaux, 1898, 47 p. (présentation en ligne) ;
- Pèlerinage de Notre-Dame de Cahuzac, à Sa Sainteté le pape Léon XIII, très filial hommage de l'auteur, Abbeville, 1903, 272 p. (ISBN 9782019946906 et 2019946904, présentation en ligne, lire en ligne), p. 260 ;
- Gée-Rivière (Gers), son passé, ses ruines gallo-romaines, Vve Labeyrie-Baylac, 1904, 11 p. (présentation en ligne).